# 京都発・ぼくの旅立ち
京都発・ぼくの旅立ち（きょうとはつ・ぼくのたびだち）は、NHKのドラマ新銀河で1996年5月6日から6月6日まで放送されたテレビドラマ。原作はスポーツライターである玉木正之の小説「京都祇園遁走曲」。

## キャスト
新吉
演 - 茂山宗彦
キク
演 - 三林京子
町子
演 - 濱田万葉
留三
演 - 越前屋俵太
正之助
演 - 多賀勝一
妙子
演 - 桃山みつる
京子
演 - 曽木亜古弥
タケシ
演 - 原田おさむ
マモル
演 - 大下智史
義一
演 - 渋谷天外
春子
演 - 三田和代
氾文大
演 - 平田満
その他
演 - 岸部一徳、中越典子

## スタッフ
- 脚本 - 鹿水晶子[1]
- 音楽 - 奥村貢[1]
- 京ことば指導 - 宮本毬子[1]
- 制作統括 - 八木雅次[1]
- 演出 - 大森青児[1]、山越淳[1]
- 美術 - 岡本忠士[1]、石井剛[1]
- 技術 - 鈴木秀夫[1]、皿井良雄[1]
- 音響効果 - 吉田秋男[1]、山倉正美[1]
- 制作 - NHK大阪